# Valerij Daineko
Valerij Daineko (bje. Валерый Дайнека, bje. tara. Вале́ры Дайнэ́ка, rus. Валерий Дайнеко) (1970.) je bivši bjeloruski košarkaš i reprezentativac. Igrao je za sovjetsku kadetsku reprezentaciju na EP 1987. godine.Igrao je na mjestu krila. Visine je 208 cm. Igrao je u Euroligi sezone 1998./99. za ruski klub CSKA iz Moskve.
Želio je igrati na Olimpijskim igrama za Rusiju, no kako je kao junior igrao za Bjelorusiju nije mogao igrati za drugu reprezentaciju.